# 戴氏鬍鯰
戴氏鬍鯰，為輻鰭魚綱鯰形目塘虱魚科的其中一種，分布於亞洲印度西高止山西部，體長可達17.5公分，棲息在丘陵溪流。

## 扩展阅读
維基物種上的相關：戴氏鬍鯰